# 에르네스트 리베라티
에르네스트 리베라티(프랑스어: Ernest Libérati, 1908년 3월 22일~1983년 6월 2일)는 프랑스의 전직 축구 선수로 선수 시절 포지션은 포워드였다. 1930년 FIFA 월드컵에 프랑스 축구 국가대표팀의 일원으로 참가해 멕시코 축구 국가대표팀과의 경기에서 FIFA 월드컵 역사상 최초의 어시스트를 기록했다.

## 구단 경력
1929년 아미앵에서 선수 생활을 시작했고 프랑스에 프로 축구 리그가 시작된 1932년 SC 피브에서 프로 축구 선수 경력을 시작했다. 1934-1935시즌 올랭피크 릴루아에서 활동한 후 1935년 소쇼로 이적해 1936년까지 활동했다.
1936년부터 1938년까지 발랑시엔에서 활동한 후 프로 선수 경력을 마감했다. 이후 브리브라가야르드에 있는 하부 리그 소속 ESA 브리브에서 선수 겸 감독으로 활동했다.

## 국가대표팀 경력
1930년 2월 23일 프랑스 축구 국가대표팀과 포르투갈 축구 국가대표팀과의 경기에 출전하며 프랑스 성인 대표팀에 데뷔했고 1930년 3월 23일 대표팀에서의 두 번째 경기였던 프랑스와 스위스 축구 국가대표팀의 경기에서 첫 번째 득점을 기록했다.
1930년 FIFA 월드컵에 출전하는 대표팀의 명단에 선발되어 대표팀의 세 경기에 모두 출전했다. 그는 1930년 7월 13일 1930년 FIFA 월드컵 1조 첫 경기인 프랑스 대표팀과 멕시코 축구 국가대표팀과의 경기에서 뤼시앵 로랑의 1930년 월드컵 대회의 첫 번째 득점에 기여하며 FIFA 월드컵 역사상 최초의 어시스트를 만들었다.
리베라티는 총 19번의 국가대표 경기에 출전하여 4득점을 기록했다. 그는 1934년 4월 15일 룩셈부르크 축구 국가대표팀과의 1934년 FIFA 월드컵 예선전에서 대표팀에서의 마지막 경기를 가졌고, 해당 경기에서 1득점을 기록하며 대표팀의 6대 1 승리와 월드컵 본선 진출에 기여했다.

## 지도자 경력
프로 선수 경력을 마감한 후 브리브라가야르드에 있는 하부 리그 소속 ESA 브리브에서 선수 겸 감독으로 활동했다.

## 개인사
그가 활동했던 브리브라가야르드에는 그의 이름을 딴 경기장 '스타드 에르네스트 리베라티(프랑스어: Stade Ernest Libérati)'가 있다.